# 大理金齿宣慰司
大理金齿宣慰司，又称大理金齿等处宣慰司都元帅府，元朝在云南设立的机构。
大理金齿等处宣慰司治所在大理路（治今云南省大理市）后来迁到静江路（治今广西桂林市），属雲南等处行中书省。分管大理路、姚安路、金齿等处宣抚司、柔远路（治今龙陵县）、芒施路（治今芒市、潞西市）、镇康路（治今永德县、镇康县）、镇西路（治今旧盈江城）、平缅路（治今陇川县）、麓川路（治今瑞丽市）、谋粘路（治今耿马县）、孟定路（治今耿马县西）、木邦路（治今云南省瑞丽市南怒江西缅甸境内）、蒙怜路（治今缅甸八莫南）、蒙莱路（治今缅甸曼迪西）、蒙光路（治今缅甸孟拱）等路，和永昌府、腾冲府、顺宁府（今凤庆）、南甸府（今梁河县北）、通西府（今瑞丽市西南缅甸境内）等府。辖境相当今云南西部河缅甸北部地区。 